# Kassels ångspårväg
Kassels ångspårväg (tyska: Kasseler Dampfbahn) var en spårvägslinje i den tyska staden Kassel. Den anses vara den första spårvägen i Tyskland som inte var hästdragen. 

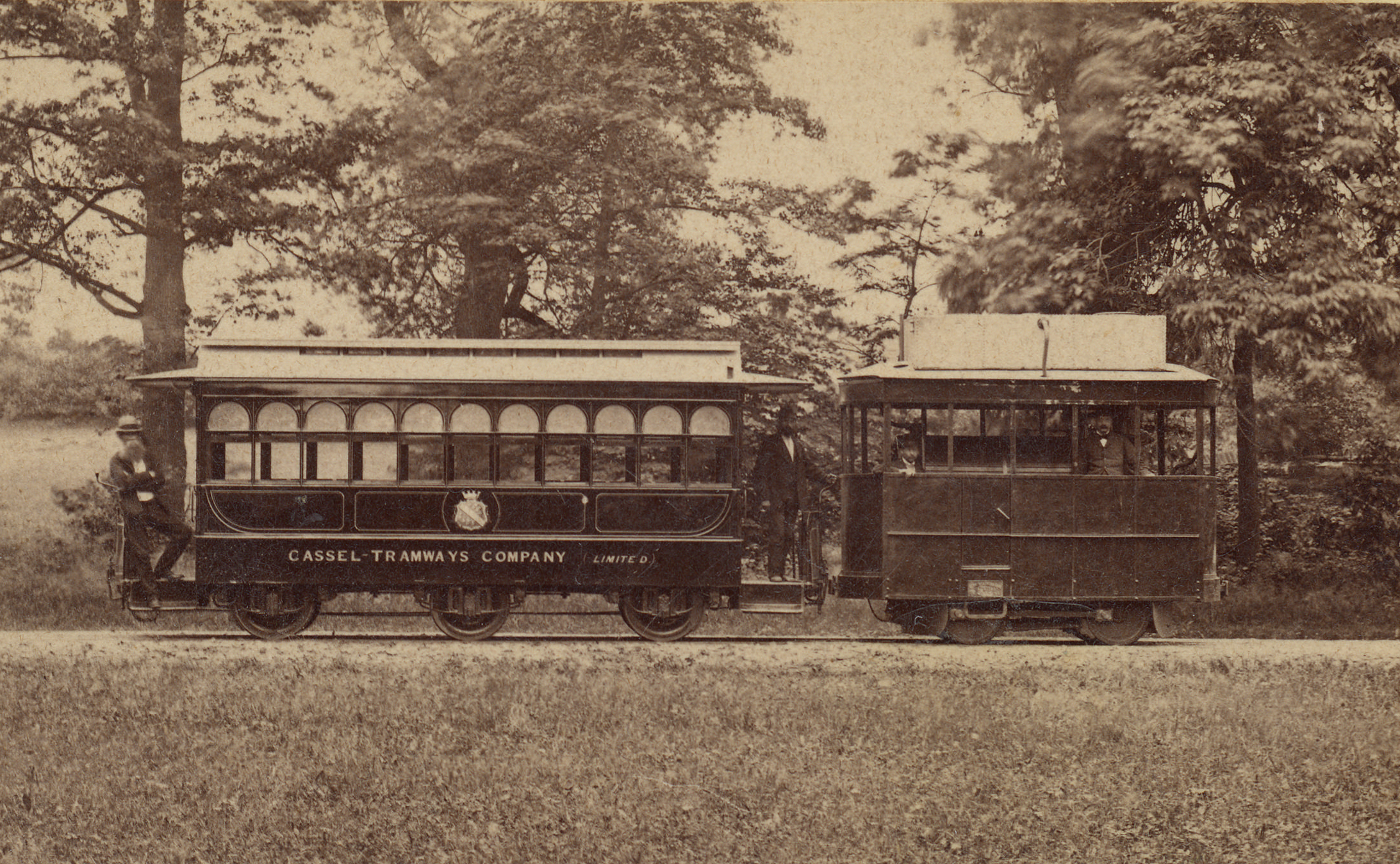
Ångspårvagnståg från "Cassel Tramways Company"

Den 9 juli 1877 startade det engelska bolaget Jay & Comp. London  spårvagnsbolaget Cassel Tramways Company i tyska Kassel.
Med två ånglok och fyra personvagnar trafikerade man sträckan mellan Königsplatz i centrala Kassel och det kungliga slottet
Wilhelmshöhe.  Vagnparken utvidgades efterhand med lok och vagnar från verkstadsföretaget Henschel.
Spårvägen fick nya ägare år 1881 och bytte namn till Casseler-Straßenbahn-Gesellschaft och det bolaget övertogs i sin tur av 
Großen Casseler Straßenbahn AG som inställde ångspårvägsdriften den 10 maj 1897 och elektrifierade linjen.